# 1959 au Manitoba
Chronologie du Manitoba
- 1955
- 1956
- 1957
- 1958
- 1959
- 1960
- 1961
- 1962
- 1963

Cette page concerne des événements survenus en 1959 dans la province canadienne du Manitoba.

## Politique
- Premier ministre : Dufferin Roblin
- Chef de l'Opposition :
- Lieutenant-gouverneur : John Stewart McDiarmid
- Législature :

## Naissances
- 19 janvier : Harold Kreis (né à Winnipeg), joueur et entraîneur de hockey sur glace germano-canadien. Il est membre du Temple de la renommée du hockey allemand.

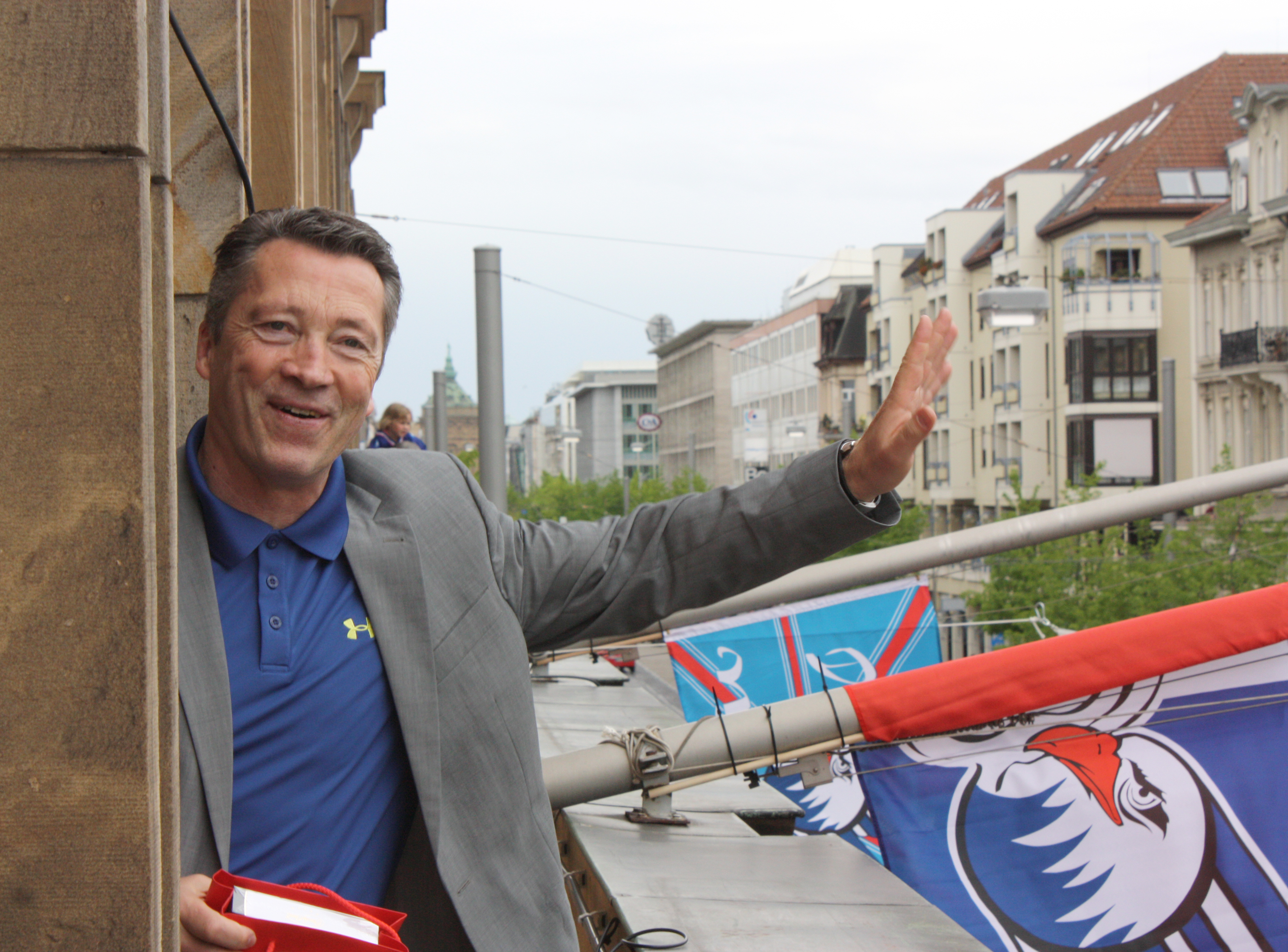
Harold Kreis en 2012.
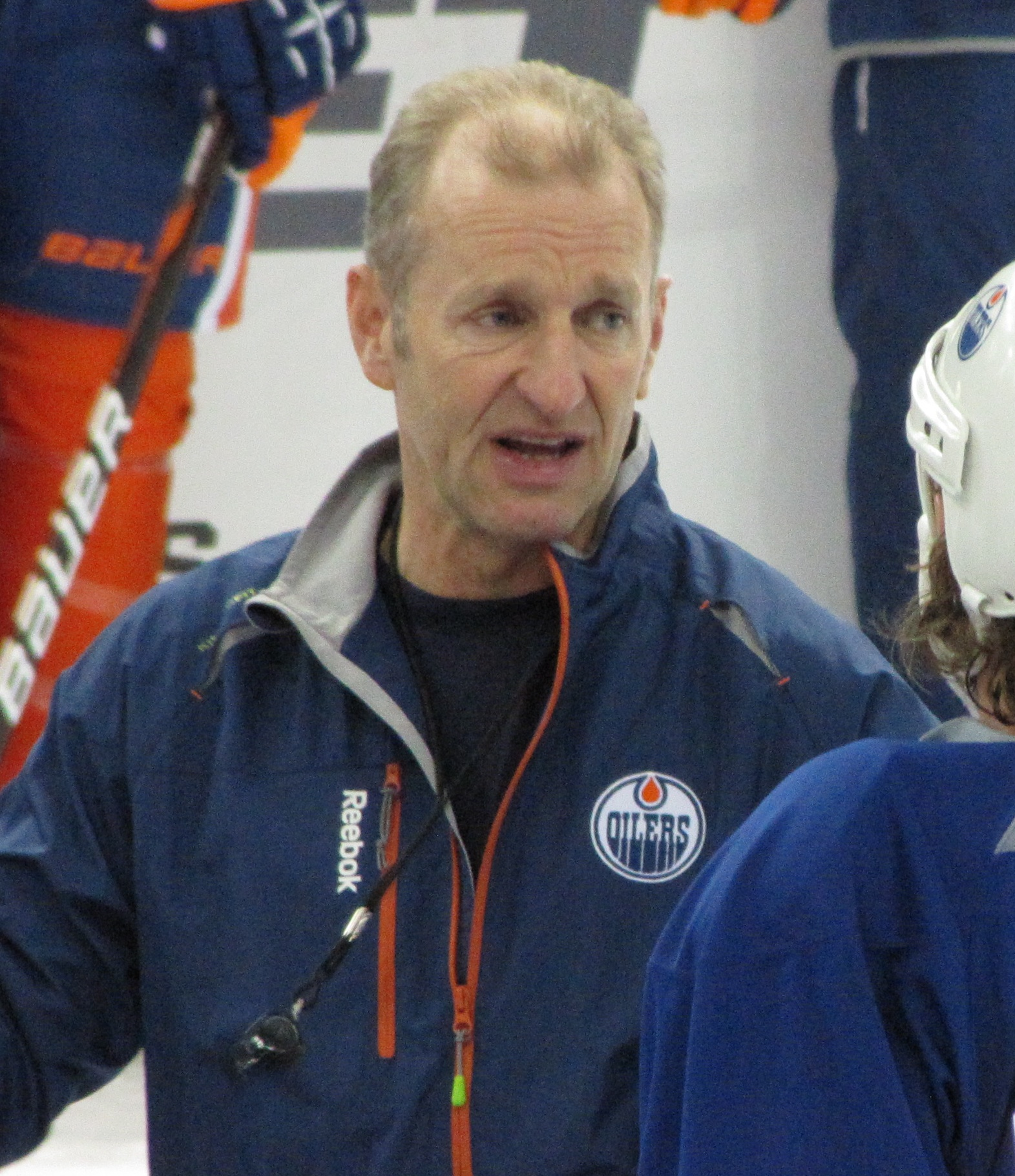
Ralph Krueger en 2013.

- 31 août : Ralph Krueger (né à Winnipeg), entraîneur de hockey sur glace germano-canadien. Il est le père de l'international allemand Justin Krueger.